# The Laundromat
The Laundromat (br: A Lavanderia; pt: Laundromat: O Escândalo dos Papéis do Panamá) é um filme estadunidense biográfico de dramédia, dirigido por Steven Soderbergh e roteiro de Scott Z. Burns. É estrelado por Meryl Streep, Gary Oldman, Antonio Banderas, Jeffrey Wright, David Schwimmer, Matthias Schoenaerts, James Cromwell e Sharon Stone. É baseado no escândalo fiscal dos Panama Papers.
O filme estreou mundialmente no Festival internacional de cinema de Veneza em 1 de setembro de 2019. Foi lançado teatralmente em 27 de setembro de 2019, antes de ser lançado para streaming na Netflix em 18 de outubro de 2019. O filme recebeu críticas mistas de críticos, marcando 42% no Rotten Tomatoes com base em 161 avaliações.

## Enredo
Por debaixo da superfície do mundo financeiro, acontecia um grande esquema global de lavagem de dinheiro envolvendo as principais figuras políticas e do ramo empresarial mundiais fluía desde a década de 1970. Em 2017, o Consórcio Internacional de Jornalistas de Investigação publicou o maior vazamento de corrupção da história, baseado em 11,5 milhões de arquivos secretos obtidos a partir do escritório de advocacia Mossack Fonseca, no Panamá. A descoberta balança com vigor a esfera pública, causando uma crise na política internacional.

## Elenco
- Meryl Streep como Martin/Elena/Ela mesma
- Gary Oldman como Jürgen Mossack
- Antonio Banderas como Ramón Fonseca
- Sharon Stone como Hannah
- David Schwimmer como Matthew Quirk
- Matthias Schoenaerts como Maywood
- Jeffrey Wright como Malchus Irvin Boncamper
- Will Forte como Estrangeiro condenado #1
- Chris Parnell como Estrangeiro condenado #2
- James Cromwell como Joseph David “Joe” Martin
- Melissa Rauch como Melanie
- Larry Wilmore como Jeff
- Robert Patrick como Capitão Richard Paris
- Rosalind Chao como Gu Kailai
- Jesse Wang como Bo Xilai
- Nikki Amuka-Bird como Miranda
- Nonso Anozie como Charles
- Jessica Allain como Simone
- Amy Pemberton como Fetching
- Cristela Alonzo como Agente Kilmer
- Jay Paulson como Pastor Conners
- Shoshana Bush como Rebecca Rubinstein
- Norbert Weisser como Swiss Skier
- Marsha Stephanie Blake como Vincelle Boncamper
- Veronica Osorio como Maria

## Produção
Em julho de 2016, foi anunciado que Steven Soderbergh deveria produzir um projeto do Panama Papers, então sem título.  Mais tarde, em abril de 2018, foi anunciado que Soderbergh também iria dirigir o filme, agora intitulado The Laundromat. Scott Z. Burns escreveu o roteiro e a produção estava programada para começar no outono de 2018.  Em maio de 2018, foi anunciado que Meryl Streep, Gary Oldman e Antonio Banderas estavam em negociações para estrelar o filme com a Netflix interessada em adquirir os direitos de distribuição.  Soderbergh afirmou que a Netflix provavelmente seria a distribuidora do filme em julho.  Em outubro, a Netflix confirmou o lançamento do filme, com David Schwimmer e Will Forte adicionados ao elenco.

### Filmagens
A filmagem começou em 15 de outubro de 2018.

## Lançamento
Sua estreia mundial foi no Festival de Veneza, em 1º de setembro de 2019. Também foi exibido no Festival Internacional de Cinema de Toronto e no Festival Internacional de Cinema de San Sebastián em setembro de 2019.  Foi lançado nos cienamas em 27 de setembro de 2019, antes de ser lançado para streaming em 18 de outubro de 2019 pela Netflix.

## Recepção da crítica
Baseado em 35 críticos do Metacritic, a pontuação média ponderada do filme é 57 em 100, indicando "críticas mistas ou médias".
Teté Ribeiro, do jornal Folha de S.Paulo, classificou o filme como regular e anotou que: "A Lavanderia só não é totalmente passável pelo elenco, sempre bom, e por ter sido dirigido por Steven Soderbergh, que descumpre a promessa de se aposentar desde 2013".
Marcelo Hessel, do Omelete, também classificou o filme como regular e comentou que: "Quem diz que a postura dos liberais americanos é mais uma questão de estética do que de princípios - como o fato de Ellen DeGeneres rechaçar Donald Trump mas se misturar com George W. Bush - tem no filme A Lavanderia um caso de estudo bastante interessante. Por trás de sua carta comovida de boas intenções o filme de Steven Soderbergh não consegue disfarçar a visão de mundo autocentrada".

## Controvérsias
Em 16 de outubro de 2019, semanas após o lançamento limitado no cinema e apenas dois dias antes do lançamento programado para a Netflix, os dois homens que são os personagens centrais do filme, Jürgen Mossack e Ramón Fonseca, processaram a Netflix na tentativa de impedir o lançamento do filme. Eles argumentaram que o filme os difamava. A Netflix respondeu no dia seguinte chamando o processo de "risível" e argumentou que a liberdade de expressão era "protegido pela constituição". Um juiz de Connecticut negou a liminar e mudou o caso para a Califórnia, permitindo que o filme fosse lançado conforme o planejado.  O governo panamenho também expressou fortes objeções ao lançamento do filme. O vice-presidente do Panamá, José Gabriel Carrizo, comprometeu-se a fazer tudo ao seu alcance para "consertar" a imagem do país em todo o mundo.

## Prêmios
O filme foi nomeado na categoria "Melhor filme de 2020" pela fundação Cinema for Peace.